# Cariogamia
Cariogamia,Singamia ou anfimixia é a fusão no interior do óvulo do seu pronúcleo (pronúcleo feminino, haploide, oriundo do oócito II) com o pronúcleo masculino (haploide, oriundo do espermatozoide ou do anterozóide, no caso das plantas), que dará origem à primeira célula do novo indivíduo, o ovo ou zigoto (diplóide – 2n).
Pode dizer-se que esta é a última etapa da fecundação, nos processos de reprodução sexuada.

## Ocorrência em fungos
A cariogamia quando ocorre em fungos, acomete-se principalmente na reprodução sexuada. As hifas que fazem plasmogamia, juntam-se formando um zigosporângio. Nesse zigosporângio faz-se a cariogamia e sucessiva meiose, gerando um corpo de frutificação que dará origem a outro fungo.
Esse ciclo pode ser visto em fungos da espécie Rhizopus.